# 肉吸い (妖怪)

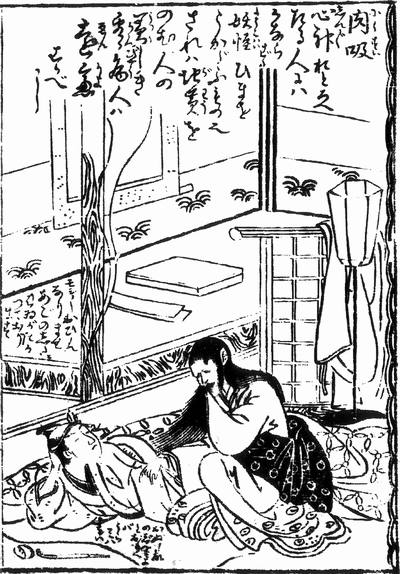
『百鬼夜講化物語』に描かれた肉吸

肉吸い（にくすい）は三重県熊野市山中や和歌山県の果無山に伝わる妖怪。

## 概要
人間に近づき、その肉を吸い取る妖怪と言われる。夜遅くに提灯を灯して山道を歩く人間に対しては、18-19歳の美しい女の姿に化け「火を貸してくれませんか」と言って提灯を取り上げ、暗闇の中で相手に食らいつき、肉を吸い取ったという。そのためにこの地方の人々は、火の気なしに夜道を歩くことは避け、どうしても夜道を行く際には提灯と火種を用意しておき、肉吸いに提灯を奪われたときには火種を振り回して肉吸いに打ちつけたという。南方熊楠の随筆『南方随筆』には、1893年（明治26年）にある郵便脚夫が肉吸いに遭い、火縄を打ちつけて退散させたとある。
また、奈良県十津川付近で郵便脚夫をしていた老人の証言では、源蔵という猟師が果無山へ猟に行ったが、狼がやってきて袖を噛み進ませまいとした。そこへ、目の前に18、19歳ほどの女が「ホーホー」と笑いながら現れ、火を貸すように頼んだ。源蔵が怪しみ、「南無阿弥陀仏」と彫られた銃弾を準備しようとすると、何事もなく立ち去ったが、その後背が2丈ほどもある怪物の姿で現れたため、先に準備していた銃弾で仕留めたところ、正体は白骨だけの化け物だったという。
江戸時代の黄表紙『百鬼夜講化物語』には、山中に現れるという伝承とは異なり、屋内で男に寄り添う姿が描かれており、男と交わることで精気を吸い取るもの、または男性が腎虚になりそうな美女を妖怪にたとえて描いたものとの説もある。
南方は、「ウェルズか誰かの小説」に登場する火星人と類似するほかに、この妖怪が極めて特殊で諸外国に類似した者がない点を指摘している。